# Аполо 4
Аполо 4 (на английски: Apollo 4) е първият безпилотен космически кораб по програмата Аполо на НАСА изведен на ниска земна орбита от ракета-носител Сатурн V. Корабът е изстрелян за първи път от стартов комплекс LC 39A в Космическият център Кенеди Флорида. Целта на мисията е извеждане на орбита на тристепенна ракета, повторно запалване на двигателите на третата степен, имитиращо полет към Луната и завръщане на Командния модул на Земята в предварително набелязан район. Това е първата мисия на тристепената ракета Сатурн V даваща възможност за постигане главната цел на програмата – достигане и кацане на Луната. Използването на такава мощна ракета позволява на НАСА да осъществи в максимална степен и политическата част по програмата на САЩ, а именно крачка напред в надпреварата със СССР в усвояването на космическото пространство по времето на Студената война.

## Общи сведения
Корабът е съставен от Командно-сервизен модул CSM-017 и макет на Лунен модул LTA-10R (dummy) и новопостроената ракета-носител Сатурн V. Сглобяването на високия 110.60 метра Аполо 4 отнема повече време от предвиденото заради времето необходимо за стиковане на трите степени произведени и доставени от различни производители. Първа степен (S-IC) е изработена и доставена от Боинг, Втора степен  (S-II) от Норт Америкън Авиейшън а Трета степен (S-IVB) от Дъглас. За първи път е използвана стартовата площадка 39 А на Космическия център, специално построена за Сатурн V.

## Полет
Аполо 4 е изстрелян рано сутринта в 7 ч. 0 м. 1 с. EST (12 ч. 0 м. 1 с. UTC) на 9 ноември 1967 г. Полетът протича по план и корабът е изведен на стабилна орбита с апогей 188 км и перигей 183 км с орбитален период 88.3 минути. По време на извеждането в орбита на ракетата е заснето с камера оригинална лента на НАСА Архив на оригинала от 2008-10-28 в Wayback Machine. отделянето на първата степен (S-IC) от втората степен (S-II). След втората обиколка на Земята е запален повторно двигателят на Трета степен и корабът преминава на елиптична орбита с апогей повече от 17000 км. След преминаването на апогея двигателите са запалени отново за достигане на скорост от 40000 км/ч имитираща скоростта при завръщане от Луната. На борда на кораба се намира макет на Луния модул снабден с баласт отговарящ на теглото на оригинала. Командният модул (CM-017) не е снабден с всички системи за поддържане на живота на екипажа, а е използван в качеството си на опитен модел. Същата роля е отредена и на Сервизния модул (SM-017). След полет продължил близо осем часа и четиридесет минути капсулата на Аполо 4 се приводнява в район на Тихият океан с координати 30°06′00″ с. ш. 172°32′00″ з. д. / 30.1° с. ш. 172.533333° з. д., на 16 км от предварително обявената точка и е видяна от очакващия самолетоносач „USS Bennington“ (CV-20).